# Беернарт, Огюст
Огюст Мари Франсуа Беернарт (нидерл. Auguste Marie François Beernaert (26 июня 1829, Остенде — 6 октября 1912, Люцерн) — бельгийский государственный деятель, премьер-министр Бельгии (1884—1894).

## Биография

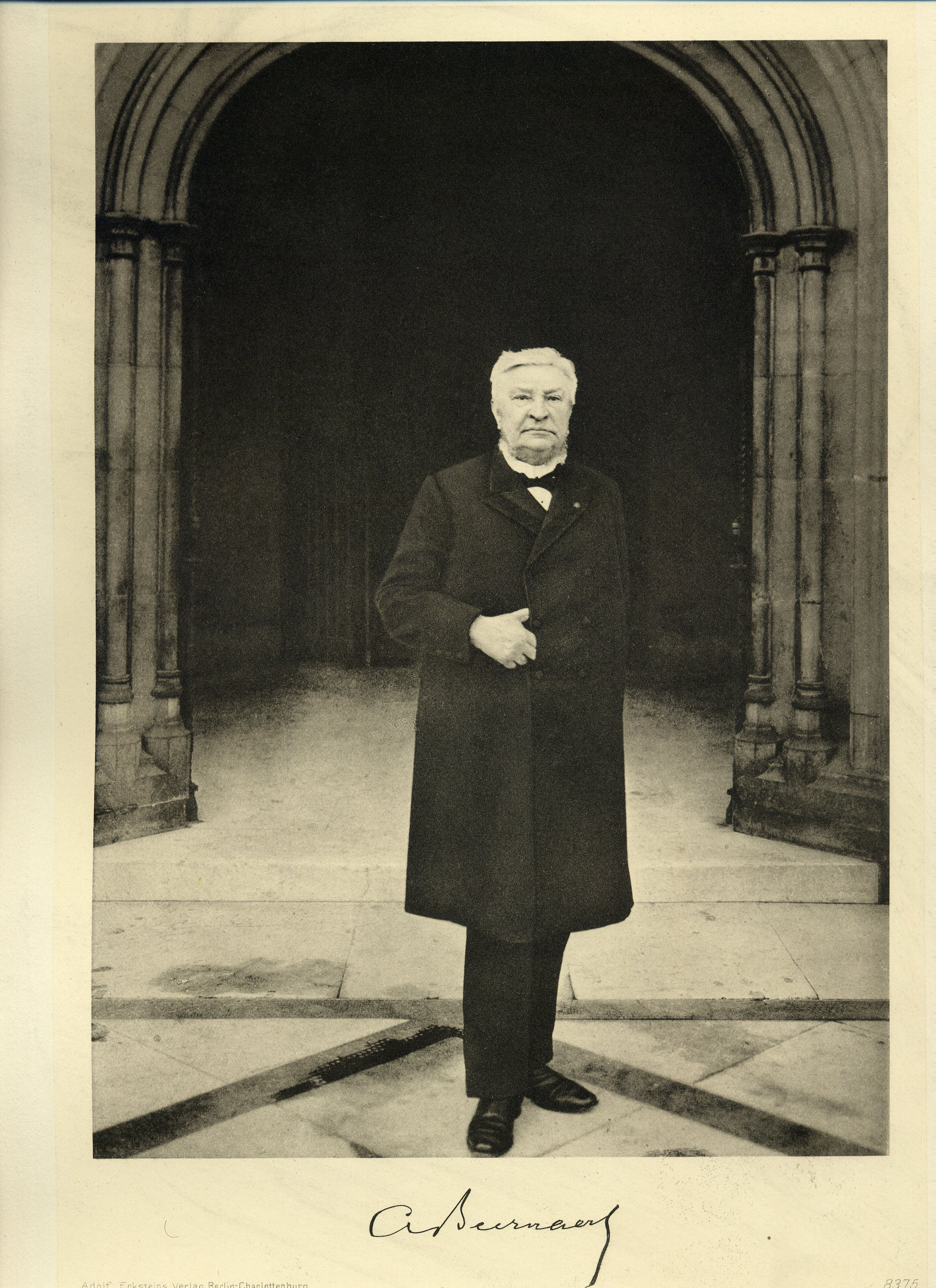
О. Беернарт в 1900

Родился в семье финансового чиновника. В 1850 году окончил юридический факультет Лёвенского католического университета. Затем два года учился в университетах Берлина, Парижа, Гейдельберга, Лейпцига и Страсбурга и вернулся в 1853 году на родину. Там он стал успешным адвокатом. Специализировался в области налогового законодательства. В августе 1859 года королевским указом был назначен адвокатом Кассационного суда, позже стал президентом Ассоциации адвокатов.
В 1854 году издал в Брюсселе свой труд «De l'état de l’enseignement du droit en France et en Allemagne».
В 1873—1878 годах — министр общественных работ, железных дорог и транспорта в правительстве Жюля Малу, много сделал для развития путей сообщения в стране: расширил канал Гент-Тернеузен, построил новые пристани в Антверпене и Остенде, ввёл в эксплуатацию канал «Центр» и активно развивал железные дороги. Был одним из инициаторов создания Ассоциации Бельгии по унификации морского права и Международного морского комитета. Также работал над проектом территориального расширения Брюсселя, в частности, строительство Королевского музея древнего искусства, продление улицы де ла Регенс, строительство здания суда, возведение здания консерватории и Великой синагоги, развитие парка Саблон. Сыграл значимую роль в урегулировании языкового конфликта между фламандцами и валлонами.
В 1874 году был избран в Палату депутатов Бельгии и оставался в ее составе до своей смерти.
В 1884 году — министр общественных работ и сельского хозяйства в правительстве Малу.
В 1884—1894 годах — премьер-министр Бельгии. На этом посту ему удалось сделать дефицитный бюджет страны профицитным. Он инициировал принятие первых «социальных законов»: были созданы отраслевые и трудовые советы для консультирования правительства по трудовому законодательству, были ужесточены обязанности работодателей по выплате заработной платы, также было установлено законодательное регулирование трудовой деятельности женщин и детей, правила торговли, уровня минимальной заработной платы и обеспечения жилья работников.
Идя навстречу либеральным кругам, запретил коммунам нанимать иностранных учителей, что лишило работы многих французов, которые практиковали в свободных школах.
Также был советником короля Леопольда II по колониальной политике в бельгийском Конго. В 1889 году легко получил от парламента разрешение на вложение десяти миллионов франков в развитие конголезской железнодорожной компании. В следующем году он подписал соглашение со Свободным государством Конго, в соответствии с которым Бельгия предоставила ему беспроцентный кредит в двадцать пять миллионов в течение десяти лет. Через десять лет Бельгия получала право либо потребовать погашения, либо аннексировать колонию. Принял решение уйти в отставку отчасти из-за критики ситуации в Конго, которая подвергалась критике из-за эксплуатации местного населения, отчасти из-за отклонённого законопроекта о пропорциональном представительстве в парламенте Бельгии, за который отказали голосовать многие представители его собственной партии.
В марте 1894 года королём ему был присвоен почётный титул государственного министра.
Вернувшись к адвокатской деятельности, оставался членом Католической партии в парламенте. В 1896—1900 годах — председатель Палаты представителей парламента Бельгии. На этом посту выступал за дипломатическое сближение с Нидерландами.
Впоследствии представлял Бельгию при подписании Гаагских конвенций в 1899 и 1907 годах.
За свою деятельность в Постоянном арбитражном суде был в 1909 году удостоен Нобелевской премии мира (вместе с Полем д’Этурнелем де Констаном).
Являлся председателем Ассоциации международного права и почётным членом международного Института Дройта. В 1912 году — почётным президентом Католической лиги мира и Международной лиги католических пацифистов. Будучи президентом Общества колониальных исследований, он боролся против рабства.

## Память
Похоронен с женой и сестрой на Босвордском кладбище. На площади Мари-Жозе в Остенде в его честь установлен памятник.
Также его именем названы улицы в Берхеме (провинция Антверпен), Ле Коге, Кнокке-Хейсте, Остенде, Уотермаэль-Бойфорте и Зебрюгге. В здании бельгийского Сената установлен бюст политика, а его портрет работы Жака де Лалена размещён в Музее Гронинге в Брюгге. Бельгийская почта также выпустила марку в его честь.
Переписка политика хранится в Королевском музее Мариемона.
Огюст Беернарт сделал пожертвование для поощрения бельгийской литературы на французском языке, которое было оформлено в виде литературной премии Королевским указом Альберта I от 20 августа 1910 года.

## Награды и звания
Бельгийские:
- Большой крест Ордена Леопольда I,
- Большой крест Ордена Африканской звезды,
- Гражданский крест Первого класса,
- Памятная медаль в честь правления короля Леопольда II.

Иностранные:
- Большая цепь ордена Башни и Меча (Португалия),
- Большой крест ордена «За гражданские заслуги» (Болгария) (Болгария),
- Большой крест ордена Железной короны (Австро-Венгрия),
- Большой крест ордена Светящейся Звезды (Занзибар),
- Большоц крест династического ордена Саксен-Эрнестинского дома (владения Эрнестинов)
- Большой крест ордена Белого орла (Российская империя),
- Большой крест ордена Святого Гроба Господнего Иерусалимского,
- Большой крест ордена Пия IX (Святой Престол),
- Большой крест ордена Красного орла (Пруссия),
- Большой крест ордена Короны (Пруссия),
- Большой крест ордена Нидерландского льва,
- Большой крест ордена Льва и Солнца (Персия),
- Большой крест ордена Альбрехта (Саксония),
- Большой крест ордена Данеброг (Дания),
- Большой крест ордена Звезды Румынии,
- Большой крест Ордена Почётного легиона (Франция),
- Большой крест Орден Османие (Османская империя),
- Большой крест ордена Короны Италии,
- Княжеский орден Дома Гогенцоллернов,
- Медаль Лиакат (Османская империя).